# シェラン島北部のパル・フォルス式狩猟の景観
シェラン島北部のパル・フォルス式狩猟の景観（シェランとうほくぶのパル・フォルスしきしゅりょうのけいかん）は、デンマークの首都コペンハーゲン北部に位置する狩猟地・森林がまとめられたユネスコの世界遺産リスト登録物件であり、2015年7月4日に登録された。登録された景観はストア・ディアヘーヴェ (Store Dyrehave)、グリブスコウ (Gribskov)、イェーヤスボー樹林 / イェーヤスボー・ディアヘーヴェ (Jægersborg Dyrehave/Jægersborg Hegn) の3つの主要地域に分かれる。パル・フォルス式狩猟は、騎乗して猟犬を伴う狩猟のことで、17世紀から18世紀に設計されたシェラン島北部の狩猟場は、バロック期の文化的交流と、時代の思想を反映した狩猟場の重要な発展段階を伝えている。

## 位置
3つの森林はいずれも首都コペンハーゲンの北、シェラン島北部の半島に位置している。イェーヤスボー・ディアヘーヴェと、壁で囲まれたイェーヤスボー樹林は半島東岸の首都に最も近い。方形のストア・ディアヘーヴェはそれよりも北の半島中央部に位置する一方、グリブスコウはエスルム湖に接する。ストア・ディアヘーヴェやグリブスコウはフレデリクスボー城やヒレレズ市街からも遠くない。

## 背景

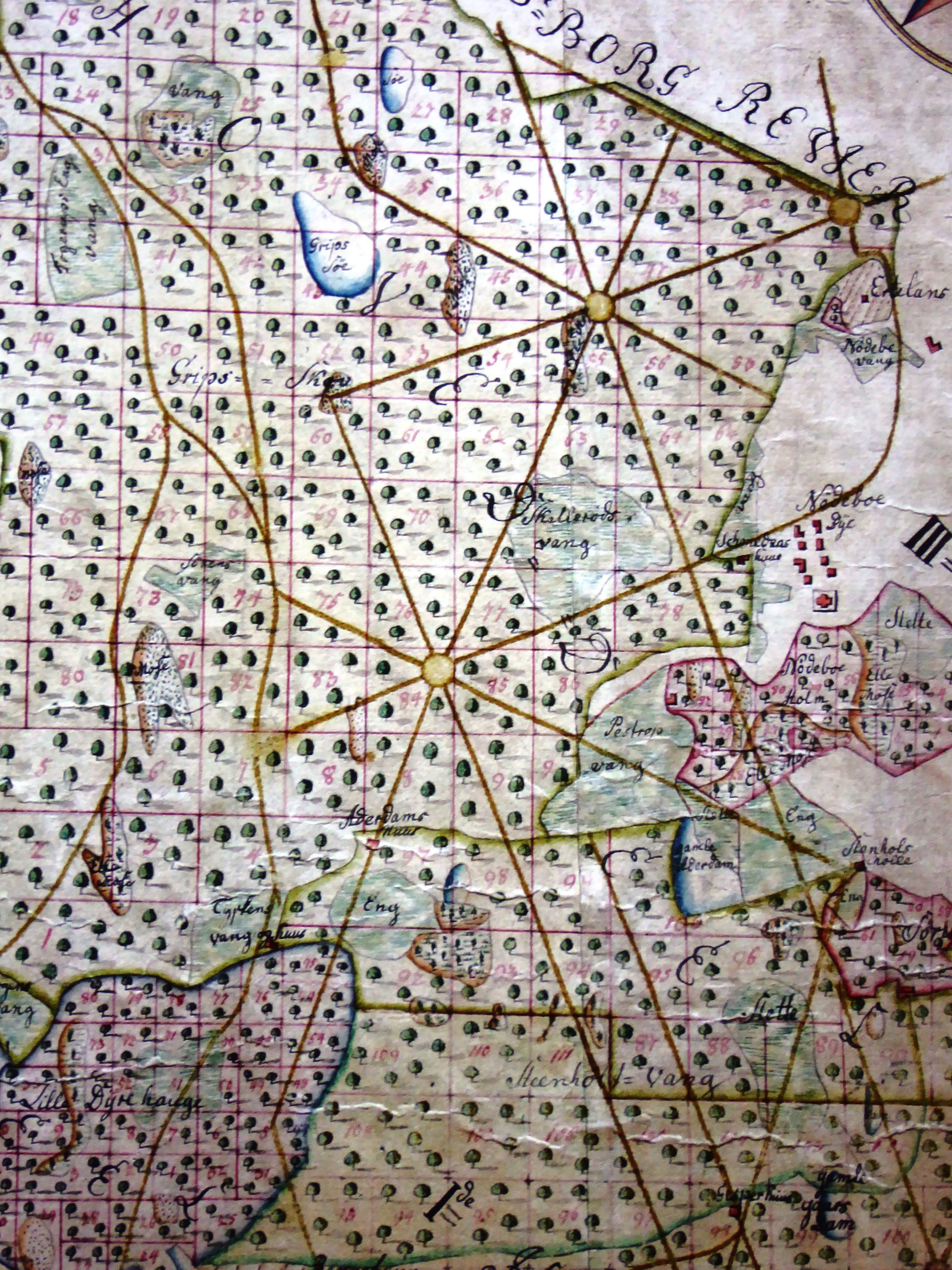
古地図に描かれたグリブスコウの幾何学的道路網

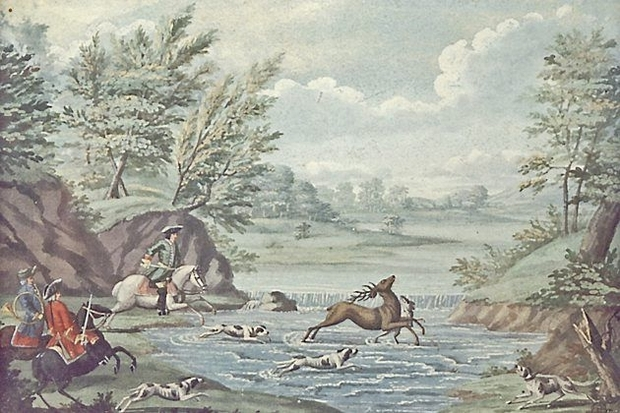
パル・フォルス式狩猟を描いた水彩画（Johan Jacob Bruun, 1750年頃

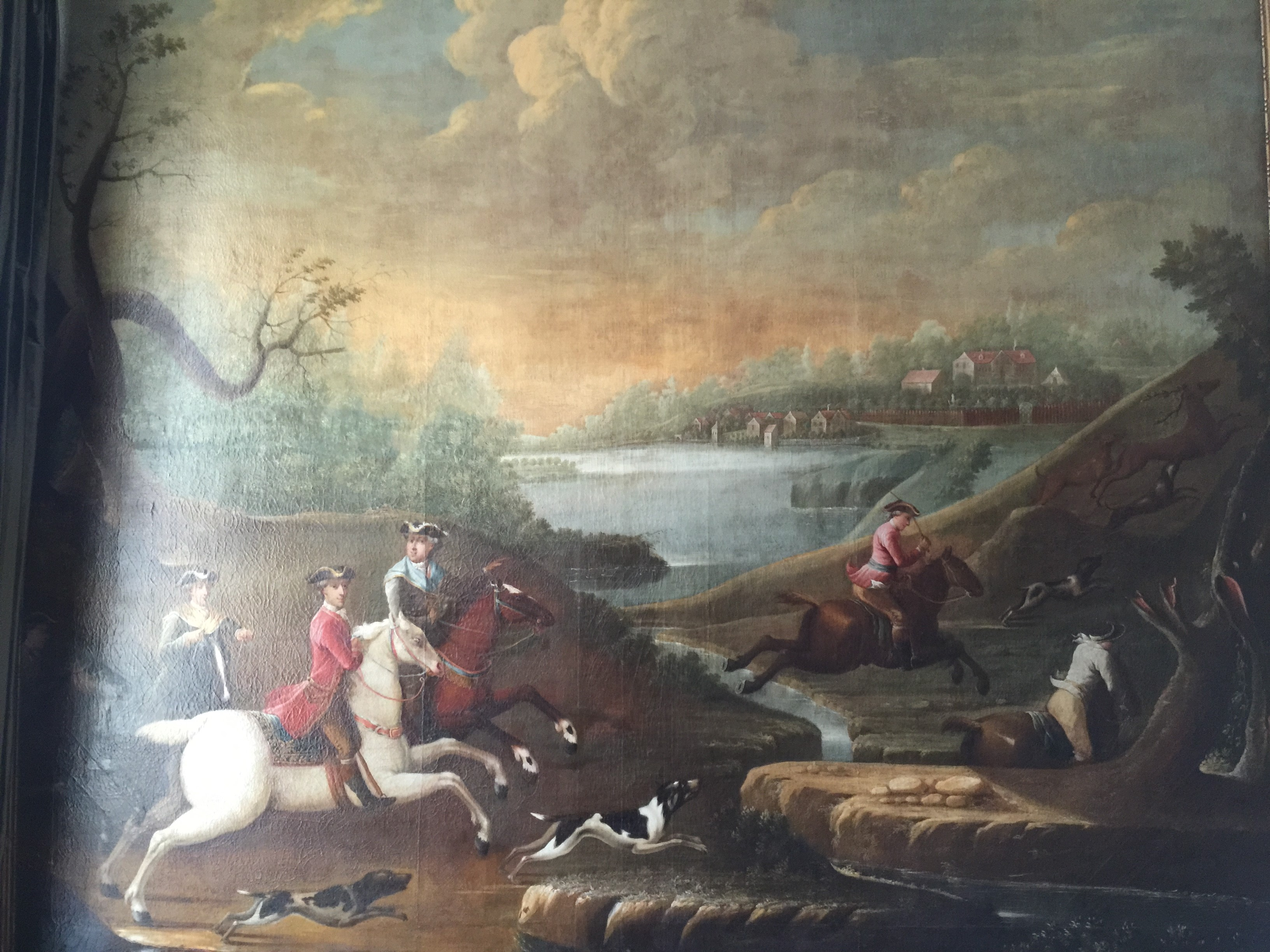
パル・フォルス式狩猟に興じるクリスチャン7世_

コペンハーゲン北の3か所に位置する森林および関連建造物群は、パル・フォルス式狩猟に興じたデンマーク王らのために17世紀後半から18世紀初頭に設計されたバロック様式の狩猟景観をよく保存している。
これらの狩猟区の歴史は中世に遡る。当時、デンマーク王家、教会、貴族は半島丘陵部の森林や起伏のある農地に所領や狩場を有していた。デンマーク＝ノルウェーの宗教改革との関わりで、1536年に国王フレゼリク2世はカトリック教会に属していた所領を召し上げた。1560年から、シェラン島北部の半島に広大な王家用の狩場を作るため、様々な所領が併呑された。
1670年以降、軍に命じてIbstrup城周辺にパル・フォルス式狩猟のための鹿公園を作らせたのが国王クリスチャン5世であった。若いときにフランスのサン＝ジェルマン＝アン＝レーの森林で、パル・フォルス式狩猟を体験していた彼は、イングランドから猟犬と猟犬係を連れてきて、城をイェーヤスボーすなわち「猟師の城」、周辺をイェーヤスボー・ディアヘーヴェ（ディアヘーヴェは鹿公園の意味）と改名した。
パル・フォルス式狩猟で最も重要な観点の一つは、景観を横切る道路群を発展させることによって、それが君主の絶対的な権力を示すための基盤を提供することにあった。シェラン島北部の半島全体は、デカルト主義的な道路システム、すなわち個々の広場に囲まれた星状の道路群に基づいて形成されている。石の標柱が、どの道がどの星の中心に向かっているのか、あるいはどの星の中心から伸びているのかを示している。その数学的アプローチは、バロック期の理想に連なる理性の典型としての王のイメージを強化した。興味深いことに、デンマークの直行する幾何学的道路網は、森のどの部分にも等しくアクセスできるようにと、フランスやドイツで用いられていた星型道路網を改良したものであった。
イェーヤスボーの狩場は星型道路網を含まないが、その代わりに、王家の狩猟小屋の存在に基盤を置いていた。1736年にその狩猟小屋はバロック様式で再建され、Ermitageslottetと呼ばれるようになった。この小屋は丘の上にあるという立地から、周囲の景観を一望できる。

## 推薦経緯
この物件が世界遺産の暫定リストに加えられたのは、2010年1月8日のことであった。世界遺産に推薦するための準備の多くは、ヘルスホルム（ヘアスホルム）の狩猟・林業博物館 (Danish Museum of Hunting and Forestry) の館長であり、2010年以降の推薦に関する作業の中心的グループの座長をつとめたJette Baagøeが引き受けた。狩猟・林業博物館は、パル・フォルス式狩猟の文化財保護地に関する管理者であること、また保護地に関する情報の中心的な統括役であることが期待された。
正式な推薦は2014年1月23日に行われ、それを踏まえて世界文化遺産の諮問機関である国際記念物遺跡会議 (ICOMOS) は、翌年春に「登録」を勧告した。その年の第39回世界遺産委員会では、委員国のトルコが世界遺産として初の狩猟景観の登録であることを評価するなど、登録を支持する意見が多く出され、問題なく登録された。
デンマークでは2014年にステウンス・クリントが世界遺産に登録されると、ステウンス博物館の観光客数が増大した。 Baagøeはそのことを踏まえ、シェラン島北部の各博物館、とりわけ狩猟・林業博物館の観光客数が増大していくと見込んでいる。

## 登録名
世界遺産としての登録名は、英語: The par force hunting landscape in North Zealand、フランス語: Paysage de chasse à courre de Zélande du Nordである（仏語登録名は当初のフランス語: Le paysage de chasse par force de Zélande du Nordから2018年に変更された）。その日本語名は、以下のように揺れがある。
- シェラン島北部のパル・フォルス狩猟景観 - 日本ユネスコ協会連盟[11]
- シェラン島北部の王室狩猟場の景観 - 世界遺産検定事務局[4]
- シェラン島北部のパル・フォルス式猟の景観 - 東京文化財研究所[2]
- シェラン島北部のパル・フォルス式狩猟の景観 - なるほど知図帳ほか[12][13][14]
- 北ジーランドのパーフォース猟の景観 - 鈴木地平[15]

## 登録基準
この世界遺産は世界遺産登録基準のうち、以下の条件を満たし、登録された（以下の基準は世界遺産センター公表の登録基準からの翻訳、引用である）。
- (2) ある期間を通じてまたはある文化圏において、建築、技術、記念碑的芸術、都市計画、景観デザインの発展に関し、人類の価値の重要な交流を示すもの。
- (4) 人類の歴史上重要な時代を例証する建築様式、建築物群、技術の集積または景観の優れた例。

登録に際して評価されたのは、バロック文化の交流を示していることや、フランスやドイツの狩場の設計の影響を反映していること、その改良のあり方に当時の思想状況が投影されていることなどである。